# 오하라 요시타케

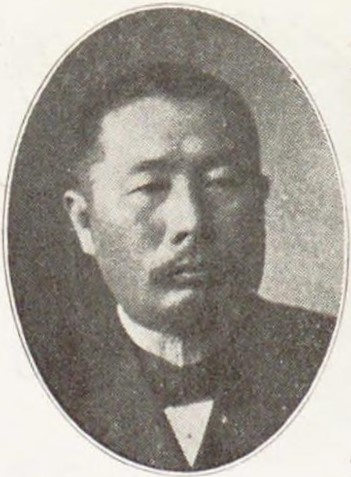
오하라 요시타케

오하라 요시타케(大原義剛)는 일본의 정치인, 국가주의자이다. 현양사 결성 참여에 기여하였다. 중의원의원.